# Prædikerens Bog
Prædikerens Bog er det 21. skrift i den danske Bibels kanoniske bøger under gruppen poesi og visdomslitteratur. I den hebraiske kanon, tanakh, er den under hovedkategorien ”Ketuvim” – Skrifterne.
Bogen har sit navn fra bogens indledningsord: '”Dibhre qohæleth”, der betyder ”Ord af Prædikeren”, og Prædikeren betyder ”en som kalder eller prædiker". Det græske ord er "ekklesiástes", hvor den engelske titel ”Ecclesiastes” kommer fra. Skriftet påstår selv at være skrevet af Davids søn, konge i Jerusalem. Det er Salomo. Det hentydes der til flere gange i de første to kapitler, når der fortælles om forfatterens visdom og rigdom. 

Bogens tema angives allerede i andet vers: "Endeløs tomhed, sagde Prædikeren, endeløs tomhed, alt er tomhed” (præd 1,2). Ordet ”tomhed” står mere end 25 gange i teksten. Det er et så moderne og eksistentielt spørgsmål som meningen med livet, der behandles i denne bog.

## Strukturen i Prædikerens bog
- Indledning (1,1-3): Temaet ”tomhed” slås an
- Emnet (tomheden) behandles (1,4 – 12,9)
  - Alle ting går i tomgang (1,4-11)
  - Visdommen er tom (1,12-18)
  - Rigdommens, visdom og slid er tomhed (2, 1-26)
  - Tiden udsletter alt det, vi gør her på jorden (3,1-22)
  - Livet er fyldt med uretfærdigheder (4,1-16)
  - Lad ikke Gud blive vred på dig (4,17 – 5,6)
  - Rigdommen og begæret er umættelige (5,7- 6,12)
  - Døden, sorg og synder er grundvilkår for alle mennesker (7,1-29)
  - Gud styrer alt, så mennesket ikke selv har indflydelse på sit liv. (8,1- 9,12)
  - Det gode der trods alt er ved visdom (9,13 – 10,20)
  - Vær glad for livet, mens du stadig har det, før alderdommen falder på (11,1 – 12,7)
- Afslutning (12,9-14)
  - Temaet ”tomhed” gentages (12,9)
  - Frygt Gud efter at have læst denne og alle andre bøger (12,10 – 14)